# Thèreval
Thèreval ist eine französische Gemeinde mit 1.781 Einwohnern (Stand: 1. Januar 2022) im Département Manche in der Region Normandie. Sie gehört zum Arrondissement Saint-Lô und zum Kanton Saint-Lô-1.
Sie entstand als Commune nouvelle mit Wirkung vom 1. Januar 2016 durch die Zusammenlegung der bisherigen Gemeinden Hébécrevon und La Chapelle-en-Juger, die in der neuen Gemeinde über den Status einer Commune déléguée verfügen. Der Verwaltungssitz befindet sich im Ort Hébécrevon.

## Gliederung
| Ortsteil                     | ehemaliger INSEE-Code | Fläche (km²) | Einwohnerzahl zum 1. Januar 2022 |
| ---------------------------- | --------------------- | ------------ | -------------------------------- |
| Hébécrevon (Verwaltungssitz) | 50239                 | 13,39        | 1134                             |
| La Chapelle-en-Juger         | 50123                 | 15,00        | 647                              |

## Lage
Die Gemeinde liegt am Übergang zur Halbinsel Cotentin im Nordwesten Frankreichs.

## Sehenswürdigkeiten
- Schloss La Roque aus dem 16. Jahrhundert im Ortsteil Hébécrevon, als Monument historique ausgewiesen

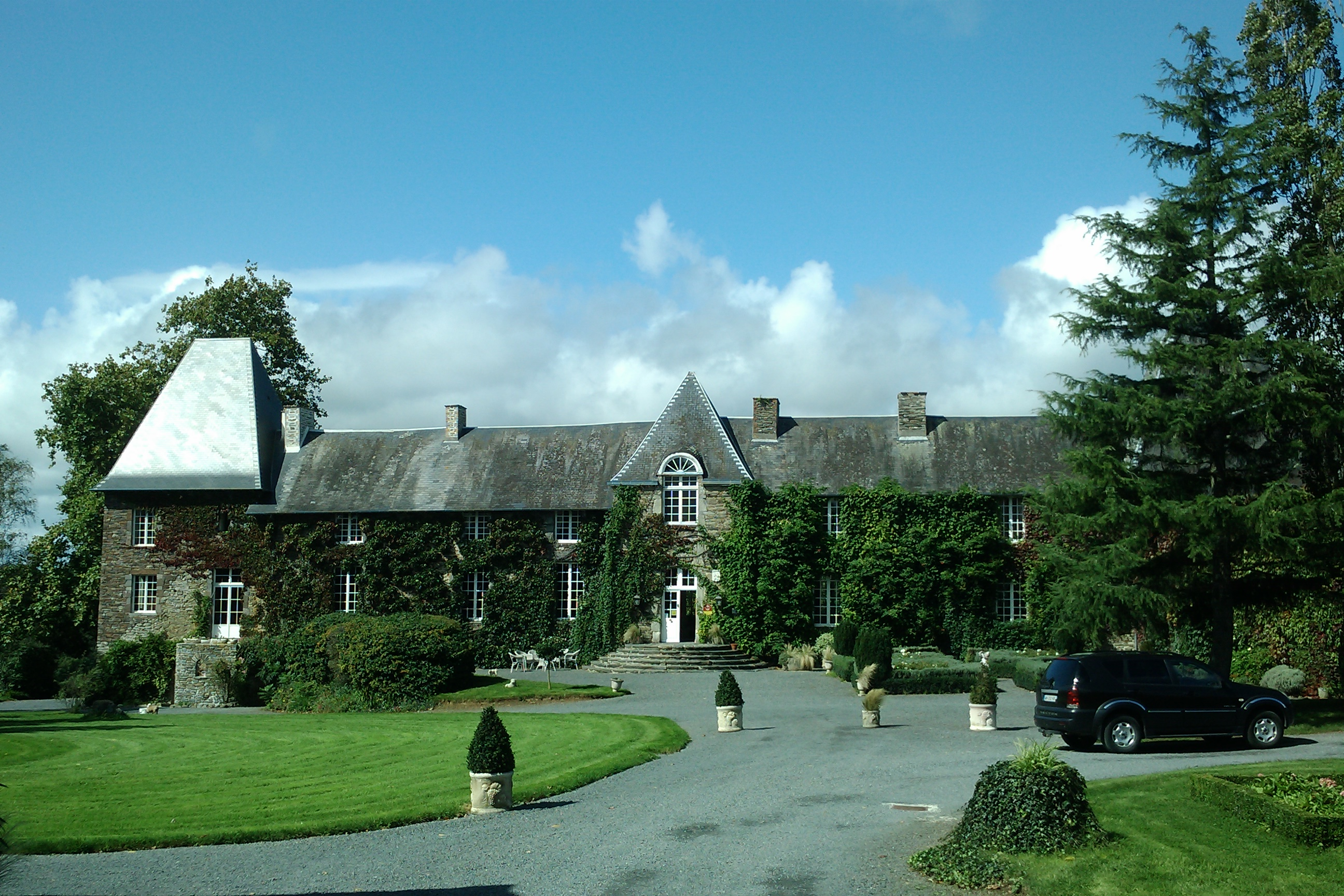
Château de la Roque